# Torneo Argentino A
El Torneo Argentino A fue un campeonato de fútbol, profesional de tercera categoría, organizado por el Consejo Federal, un órgano interno de la AFA que congrega a los clubes indirectamente afiliados, provenientes de las ligas regionales.

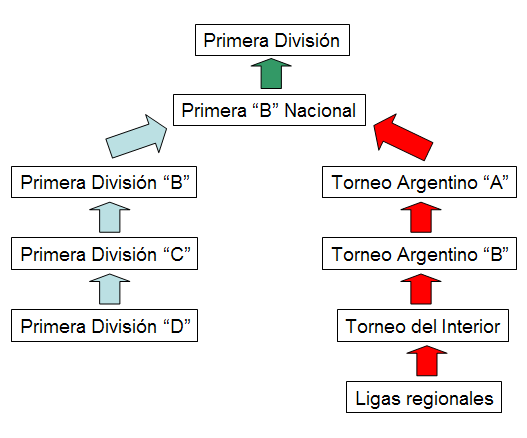
Ubicación del Torneo Argentino A en la pirámide de categorías del fútbol argentino entre 2005 y 2014.

En total, se realizaron 19 ediciones, y la última fue la de 2013-14, la que disputaron 24 clubes de todo el país, divididos en dos zonas de los cuales 2 ascendieron a la Primera B Nacional.
En el segundo semestre del año 2014 fue reemplazado por el Torneo Federal A.

## Historia
El torneo se inició en la temporada 1995-96, como sucesor del Torneo del Interior, que, por medio de los torneos zonales Noroeste y Sureste, otorgaba dos plazas a la Primera B Nacional.
En sus distintas ediciones cambió su formato y la cantidad de equipos que lo disputaban, debido a la movilidad de los descensos de la Primera B Nacional. Se jugaron torneos largos y otros divididos en dos fases: Apertura y Clausura.
El primer equipo campeón del torneo fue Juventud Antoniana, y el último Ramón Santamarina.
Los equipos con más temporadas disputadas son Cipolletti y Juventud Unida Universitario, ambos con 13 participaciones.
Por otro lado Racing (C) es el club que más veces se consagró campeón, en 3 ocasiones.
En el segundo semestre de 2014 fue reemplazado por el Torneo Federal A.

## Formato
El formato del certamen fue variando debido a la disposición de los clubes. También influenció la cantidad de participantes y a la situación económica de éstos por los viajes que debían realizar para competir. En sus primeras y últimas ediciones, al ser pocos equipos, se dividían en 2 zonas, donde los mejores equipos de las mismas competían por los ascensos en las primeras ediciones; mientras que, desde la temporada 2010/11, los mejores equipos competían para consagrar un campeón que obtenía el único ascenso y los peores equipos de las 2 zonas competían para determinar a los descendidos, los que jugaban la promoción por no descender, y los clasificados al Torneo Revalida junto a los equipos que no ascendieron, donde el ganador jugaba la promoción (ascendiendo directamente en la última edición). En la década del 2000 el número de equipos fue mayor, por lo que se dividía en 3 o más zonas a los participantes y consagraba 2 campeones, en algunas ediciones también se dividió en Apertura y Clausura, donde el campeón de cada torneo jugaba una final por el ascenso y promoción.
En su edición inaugural, como parte de una reestructuración, se promovieron a algunos clubes de algunas provincias o ciudades dando la posibilidad, en caso de tener 2 representantes en la categoría, de jugar una final por el ascenso.

## Participaciones por equipo
| Equipos | Temporadas |
| --- | ---------- |
| Cipolletti, Juventud Unida Universitario | 13         |
| Gimnasia y Esgrima (CdU), Villa Mitre | 12         |
| Ben Hur, Racing (C) | 11         |
| Desamparados, Douglas Haig, General Paz Juniors, Guillermo Brown, Juventud Antoniana | 10         |
| Estudiantes (RC), Independiente Rivadavia, Ñuñorco, Patronato, Unión (S) | 9          |
| 9 de Julio (R), CAI, Central Córdoba (SdE), Gimnasia y Tiro (S), Huracán (TA), Juventud Alianza, Luján de Cuyo, Rivadavia (L), Santamarina, Tiro Federal (R) | 8          |
| Alumni (VM), Central Norte (S), Huracán (SR), Libertad (S), Talleres (P) | 7          |
| 13 de Junio, Aldosivi, Atlético Tucumán, Cultural Argentino (General Pico), Deportivo Maipú, General Belgrano | 6          |
| Alvarado, Juventud (P), La Florida, San Martín (T), Unión (MdP) | 5          |
| Barraca (Paso de los Libres), Gimnasia y Esgrima (M), Racing (O), Sportivo Belgrano, Talleres (C) | 4          |
| Almirante Brown (A), Chaco For Ever, Concepción Fútbol Club, Crucero del Norte, Defensores de Belgrano (VR), Deportivo Patagones, Ferrocarril (Concordia), Guaraní Antonio Franco, Huracán Corrientes, La Plata Fútbol Club, Real Arroyo Seco, San Martín (M), San Martín (MC), Sportivo Patria | 3          |
| Atlético Candelaria, Boca Unidos, Germinal, Grupo Universitario, Liniers (BB), San Jorge (T), San Martín (F), Unión Santiago | 2          |
| Andino, Deportivo Roca, Estación Quequén, Estudiantes (SL), Club de Exalumnos Escuela N°185, Huracán (CR), Independiente Villa Obrera, Juventud Unida (G), Mataderos, Olimpo, Rosario Puerto Belgrano, Unión (VK), Villa Cubas                                                                  | 1          |

- Nota: 19 temporadas en total, desde la temporada 1995/96 hasta la 2013/14 inclusive.

## Campeones

### Torneos largos
| Temporada | N.º de equipos | Campeón/es                                  | Otros ascensos                                                     |
| --------- | -------------- | ------------------------------------------- | ------------------------------------------------------------------ |
| 1995-96   | 32 (+2)        | Juventud Antoniana                          | Aldosivi Chaco For Ever Cipolletti Gimnasia y Esgrima (CdU) Olimpo |
| 1996-97   | 22 (+4)        | Almirante Brown (A) San Martín (M)          | No hubo                                                            |
| 1997-98   | 16 (+4)        | Gimnasia y Esgrima (CdU) Juventud Antoniana | No hubo                                                            |
| 1998-99   | 14 (+5)        | Racing (C) Independiente Rivadavia          | Villa Mitre                                                        |
| 1999-00   | 16             | General Paz Juniors                         | No hubo                                                            |
| 2000-01   | 18             | Huracán (TA)                                | No hubo                                                            |
| 2001-02   | 20             | CAI                                         | No hubo                                                            |

### Torneos Apertura y Clausura
| Temporada | N.º de equipos | Campeón Apertura        | Campeón Clausura | Ascensos                   |
| --------- | -------------- | ----------------------- | ---------------- | -------------------------- |
| 2002-03   | 20             | Racing (C)              | Tiro Federal (R) | Tiro Federal (R)           |
| 2003-04   | 20             | Racing (C)              | Atlético Tucumán | Racing (C)                 |
| 2004-05   | 20             | Ben Hur                 | Aldosivi         | Ben Hur Aldosivi           |
| 2005-06   | 24             | Villa Mitre             | San Martín (T)   | Villa Mitre San Martín (T) |
| 2006-07   | 24             | Independiente Rivadavia | Guillermo Brown  | Independiente Rivadavia    |

### Torneos largos
| Temporada | N.º de equipos | Campeón           | Otros ascensos         |
| --------- | -------------- | ----------------- | ---------------------- |
| 2007-08   | 25             | Atlético Tucumán  | No hubo                |
| 2008-09   | 25             | Boca Unidos       | No hubo                |
| 2009-10   | 25             | Patronato         | No hubo                |
| 2010-11   | 24             | Guillermo Brown   | Desamparados           |
| 2011-12   | 25             | Douglas Haig      | Crucero del Norte      |
| 2012-13   | 25             | Talleres (C)      | Sportivo Belgrano      |
| 2013-14   | 24             | Ramón Santamarina | Guaraní Antonio Franco |

- Fuente: RSSSF

## Títulos por equipo
| Equipo                   | Títulos | Años títulos              |
| ------------------------ | ------- | ------------------------- |
| Racing (C)               | 3       | 1998-99, 2002-03, 2003-04 |
| Atlético Tucumán         | 2       | 2003-04, 2007-08          |
| Guillermo Brown          | 2       | 2006-07, 2010-11          |
| Juventud Antoniana       | 2       | 1995-96, 1997-98          |
| Independiente Rivadavia  | 2       | 1998-99, 2006-07          |
| Aldosivi                 | 1       | 2004-05                   |
| Almirante Brown (A)      | 1       | 1996-97                   |
| Ben Hur                  | 1       | 2004-05                   |
| Boca Unidos              | 1       | 2008-09                   |
| CAI                      | 1       | 2001-02                   |
| Douglas Haig             | 1       | 2011-12                   |
| General Paz Juniors      | 1       | 1999-00                   |
| Gimnasia y Esgrima (CdU) | 1       | 1997-98                   |
| Huracán (TA)             | 1       | 2000-01                   |
| Patronato                | 1       | 2009-10                   |
| Ramón Santamarina        | 1       | 2013-14                   |
| San Martín (M)           | 1       | 1996-97                   |
| San Martín (T)           | 1       | 2005-06                   |
| Talleres (C)             | 1       | 2012-13                   |
| Tiro Federal (R)         | 1       | 2002-03                   |
| Villa Mitre              | 1       | 2005-06                   |

## Movilidad interdivisional

### Con la Primera B Nacional
| Temporada | Descendidos de la Primera B Nacional                                | Ascendidos del Torneo Argentino A                                                           |
| --------- | ------------------------------------------------------------------- | ------------------------------------------------------------------------------------------- |
| 1995-96   | No hubo                                                             | Juventud Antoniana, Aldosivi, Chaco For Ever, Cipolletti, Gimnasia y Esgrima (CdU) y Olimpo |
| 1996-97   | No hubo                                                             | Almirante Brown (A) y San Martín (M)                                                        |
| 1997-98   | Juventud Antoniana y Gimnasia y Esgrima (CdU)                       | Juventud Antoniana y Gimnasia y Esgrima (CdU)                                               |
| 1998-99   | Chaco For Ever                                                      | Racing (C), Independiente Rivadavia y Villa Mitre                                           |
| 1999-00   | Douglas Haig y Huracán Corrientes                                   | General Paz Juniors                                                                         |
| 2000-01   | Gimnasia y Tiro (S) y Aldosivi                                      | Huracán (TA)                                                                                |
| 2001-02   | San Martín (T), General Paz Juniors y Cipolletti                    | CAI                                                                                         |
| 2002-03   | Villa Mitre, Racing (C), Independiente Rivadavia y Atlético Tucumán | Tiro Federal (R)                                                                            |
| 2003-04   | Almirante Brown (A)                                                 | Racing (C)                                                                                  |
| 2004-05   | Gimnasia y Esgrima (CdU)                                            | Ben Hur y Aldosivi                                                                          |
| 2005-06   | Racing (C)                                                          | Villa Mitre y San Martín (T)                                                                |
| 2006-07   | Juventud Antoniana y San Martín (M)                                 | Independiente Rivadavia                                                                     |
| 2007-08   | Villa Mitre                                                         | Atlético Tucumán                                                                            |
| 2008-09   | Ben Hur                                                             | Boca Unidos                                                                                 |
| 2009-10   | Talleres (C)                                                        | Patronato                                                                                   |
| 2010-11   | No hubo                                                             | Desamparados y Guillermo Brown                                                              |
| 2011-12   | Tiro Federal (R), CAI y San Martín (T)                              | Douglas Haig y Crucero del Norte                                                            |
| 2012-13   | Desamparados y Guillermo Brown                                      | Talleres (C) y Sportivo Belgrano                                                            |
| 2013-14   | No hubo                                                             | Ramón Santamarina y Guaraní Antonio Franco                                                  |

### Con el Torneo Argentino B
Hasta la temporada 2003-04, los descendidos de Argentino A retornaban a sus ligas respectivas, con excepción de los ganadores de plazas para el Argentino B.
| Temporada | Descendidos del Torneo Argentino A                                                                                             | Ascendidos del Torneo Argentino B                                                                     |
| --------- | --- | --- |
| 1995-96   | Andino y Estación Quequén | Almirante Brown (A) y Mataderos                                                                       |
| 1996-97   | Alvarado, CAI, Central Norte (S), Germinal, Grupo Universitario, San Martín (F), Desamparados, Unión Santiago (SdE)            | Ben Hur y San Martín (MC)                                                                             |
| 1997-98   | Concepción FC y Deportivo Patagones                                                                                            | Central Córdoba (SdE) y Ñuñorco                                                                       |
| 1998-99   | Central Córdoba (SdE) y San Martín (MC)                                                                                        | Huracán (TA), Racing (C), 13 de Junio, CAI y Tiro Federal (R)                                         |
| 1999-00   | Estudiantes (RC) | Chacras de Coria y Liniers (BB)                                                                       |
| 2000-01   | Club Social y Deportivo Barraca (Paso de los Libres), General Belgrano y Liniers (BB)                                          | 9 de Julio (R), Juventud Unida Universitario y Estudiantes (RC)                                       |
| 2001-02   | Club Atlético y Cultural Argentino (General Pico), Huracán (C), Huracán (SR) y Patronato                                       | Independiente Villa Obrera y Talleres (P)                                                             |
| 2002-03   | 9 de Julio (R), Estudiantes (RC), Juventud Alianza y Independiente Villa Obrera                                                | Guillermo Brown, La Florida, Gimnasia y Esgrima (M) y Unión (S)                                       |
| 2003-04   | Gimnasia y Esgrima (M) y Almirante Brown (A)                                                                                   | Atlético Candelaria, Desamparados y Rosario Puerto Belgrano                                           |
| 2004-05   | Rosario Puerto Belgrano y Gimnasia y Tiro (S)                                                                                  | San Martín (T), Sportivo Patria, 9 de Julio (R), Juventud (P), La Plata Fútbol Club y Racing (O)      |
| 2005-06   | Huracán (CR), Club Atlético Ñuñorco, Club Cipolletti, Racing (O), Club Atlético Candelaria y Club Atlético General Paz Juniors | Central Norte (S), Gimnasia y Esgrima (M), Santamarina, Alumni (VM), Real Arroyo Seco y Rivadavia (L) |
| 2006-07   | Douglas Haig, San Martín (M) y Central Norte (S)                                                                               | Boca Unidos, Cipolletti y Libertad (S)                                                                |
| 2007-08   | La Florida, Sportivo Patria, La Plata y Luján de Cuyo                                                                          | Deportivo Maipú, Patronato, Alvarado y Central Córdoba (SdE)                                          |
| 2008-09   | Talleres (P), Real Arroyo Seco, Gimnasia y Esgrima (M) y Alvarado                                                              | Estudiantes (RC), Unión (MdP), Crucero del Norte y Sportivo Belgrano                                  |
| 2009-10   | Ben Hur y Juventud (P) | Central Norte (S) y Douglas Haig                                                                      |
| 2010-11   | Villa Mitre, 9 de Julio (R) y Estudiantes (RC)                                                                                 | Gimnasia y Tiro, Racing (O) y Defensores de Belgrano (VR)                                             |
| 2011-12   | Unión (S), Huracán (TA) y CAI                                                                                                  | Alvarado, Guaraní Antonio Franco y San Jorge (T)                                                      |
| 2012-13   | Desamparados, Racing (C) y Alumni (VM)                                                                                         | CAI, Chaco For Ever, Estudiantes (SL) y Juventud Unida (G)                                            |
| 2013-14   | Rivadavia (L), Racing (O) y Central Norte (S)                                                                                  | Atlético Paraná, Gimnasia y Esgrima (M) y Deportivo Madryn                                            |

-

## Máximos goleadores

### Goleadores por torneo
| Torneo  | Jugador               | Equipo            | Goles |
| ------- | --------------------- | ----------------- | ----- |
| 2005/06 | Adrián Aranda         | Douglas Haig      | 21    |
| 2006/07 | Gustavo Rivadeneira   | Santamarina       | 14    |
| 2007/08 | Claudio Sarría        | Atlético Tucumán  | 21    |
| 2008/09 | Cristian Núñez        | Boca Unidos       | 19    |
| 2009/10 | Diego Jara            | Patronato         | 26    |
| 2010/11 | Gonzalo Klusener      | Unión (MdP)       | 21    |
| 2011/12 | Juan Manuel Aróstegui | Sportivo Belgrano | 24    |
| 2012/13 | Gonzalo Klusener      | Talleres (C)      | 25    |
| 2013/14 | Fernando Zampedri     | Guillermo Brown   | 22    |

### Goleadores por equipo
| Equipo            | Goleadores |
| ----------------- | ---------- |
| Atlético Tucumán  | 1          |
| Boca Unidos       | 1          |
| Douglas Haig      | 1          |
| Guillermo Brown   | 1          |
| Patronato         | 1          |
| Santamarina       | 1          |
| Sportivo Belgrano | 1          |
| Talleres (C)      | 1          |
| Unión (MdP)       | 1          |